# Diana Jorgova
Diana Jorgova (n. 11 aprilie 1971, Silistra, Republica Populară Bulgaria) este o sportivă ce a reprezentat Bulgaria, medaliată olimpică. A participat la o ediție a Jocurilor Olimpice (1996) în care a câștigat o medalie de argint.

## Participări
Lista de mai jos prezintă principalele competiții la care a participat Diana Jorgova de-a lungul carierei.
- shooting at the 1996 Summer Olympics – women's 25 metre pistol[*]